# HMS Penshurst
Le HMS Penshurst est un navire de guerre de la Royal Navy actif pendant la Première Guerre mondiale. C’était un navire de service spécial (également connu sous le nom de Q-ships) dont la fonction était d’agir comme navire-leurre, invitant les sous-marins allemands à l’attaquer afin de les engager et (si possible) de les détruire. Pendant son service, le HMS Penshurst a livré un certain nombre d’engagements contre les sous-marins allemands et a été victorieux à deux reprises, détruisant l'UB-19 en novembre 1916 et l'UB-37 en janvier 1917. Le HMS Penshurst a été coulé à la suite d’une action contre l'U-110 en décembre 1917.

## Début de carrière
Le Penshurst a été construit en 1906 en tant que cargo à vapeur et a eu une carrière sans histoire jusqu’au début de la Première Guerre mondiale. En 1915, il a été réquisitionné par la Royal Navy pour être converti en navire de service spécial. Il a été pris en main à Longhope, qui fait partie de la base navale de Scapa Flow dans les îles Orcades. À l’origine il était armé de cinq canons. Ce chiffre a été augmenté plus tard dans la guerre. Il s’agissait d’un canon de 12 livres, deux canons de 6 livres et deux canons de 3 livres, cachés derrière des écrans et des appareils factices. Le Penshurst était doté d’un équipage de volontaires et commandé par le commander F. H. Grenfell. Il a été mis en service le 6 novembre 1915.

## Historique des services
Le HMS Penshurst commença ses opérations autour de la côte nord de l’Écosse avant d’être transféré au printemps 1916 à Queenstown, opérant autour de la côte irlandaise et dans la Manche. Pendant près d’un an, il eut peu de succès. En 1916, la marine impériale allemande avait réduit les opérations des sous-marins allemands contre le commerce autour de la Grande-Bretagne, et il y avait peu de contacts sur ce théâtre.
Le 29 novembre 1916, le HMS Penshurst tomba sur un sous-marin allemand qui attaquait le vapeur Wileyside. Le HMS Penshurst a pu s’approcher à 2700 m avant que le sous-marin ne lui ordonne de s’arrêter. L’équipage de Grenfell a fait mine d’abandonner le navire, stoppant les machines, apparemment en panique, et le HMS Penshurst s’est arrêté, attendant que le sous-marin se rapproche. Cependant, le sous-marin a refusé de s’approcher et, alors qu’il était partiellement caché dans l’éclat du soleil couchant, le HMS Penshurst a ouvert le feu. Il a tiré plusieurs fois avant que le sous-marin ne plonge et s’est rapproché pour larguer des grenades anti-sous-marines, mais le sous-marin (qui n’a pas été identifié) s’est échappé.
Le lendemain, le 30 novembre, le HMS Penshurst, ayant changé d’apparence et étant passé dans une autre partie de la Manche, tomba sur un sous-marin allemand, l'UB-19, qui attaquait le vapeur Ibex. Il s’est à nouveau rapproché, mais a été devancé par un hydravion en approche, qui a bombardé le sous-marin alors qu’il plongeait rapidement. Lorsque le pilote a pris conscience de l’identité du HMS Penshurst, il a amerri et a accepté de tenter de repérer le sous-marin pendant que le HMS Penshurst larguerait des grenades anti-sous-marines dessus. Cependant, l’hydravion est devenu incontrôlable au décollage et s’est écrasé en mer. Alors que le HMS Penshurst s’arrêtait pour récupérer l’équipage, le sous-marin, pensant qu’il était désormais en sécurité, remonta à la surface pour attaquer. Profitant de l’occasion, Grenfell attendit que le sous-marin se rapproche, puis il ordonna d’ouvrir le feu. L'UB-19 a été mortellement endommagé et a coulé. Grenfell a reçu l'Ordre du Service distingué (DSO) pour ce succès.
Le HMS Penshurst put répéter son succès deux mois plus tard, le 14 janvier. Il était en patrouille dans la Manche lorsqu’il rencontra un sous-marin, l'UB-37. Le sous-marin s’est rapproché, ouvrant le feu à 3000 mètres. Grenfell envoya son groupe de marins en apparente panique et fit faire demi-tour au HMS Penshurst alors qu’il ralentissait, pour arriver de travers sur le sous-marin. Cependant, le sous-marin est passé devant la proue du HMS Penshurst en continuant à tirer, lui causant des dommages et plusieurs victimes sur une période de vingt minutes. Enfin, le HMS Penshurst ouvrit le feu et marqua plusieurs coups au but dès ses premiers coups. L'UB-37 fut désemparé et commença à couler, et le HMS Penshurst termina son attaque en larguant des grenades anti-sous-marines au-dessus de l’emplacement où il avait disparu sous l’eau. L'UB-37 a été détruit, sans aucun survivant.
Le 20 février, le HMS Penshurst rencontra à nouveau un sous-marin allemand dans les approches sud-ouest. Il fut à nouveau attaqué et, après que le sous-marin se soit rapproché, il put tirer sur lui, lui causant des dommages. Le sous-marin a plongé et a été bombardé de grenades anti-sous-marines, mais il a pu s’échapper et retourner à sa base malgré les dommages subis.
Deux jours plus tard, le 22 février, le HMS Penshurst rencontra à nouveau un sous-marin, l'U-84, qui venait de couler le voilier Invercauld. Alors que le HMS Penshurst s’approchait pour récupérer les survivants de l'Invercauld, l'U-84 tira sur lui une torpille, qui fut évitée de justesse. Le HMS Penshurst feignit alors de s’enfuir, mais à demi-vitesse, et, lorsque le sous-marin ouvrit le feu, envoya son groupe d’évacuation. L'U-84 s’est immergé pour examiner le HMS Penshurst en toute sécurité. Quand il a été satisfait, il a refait surface à 550 m de distance. Le HMS Penshurst a alors pu ouvrir le feu, endommageant le sous-marin et larguant des grenades anti-sous-marines alors qu’il s’immergeait. Pendant ce temps, le HMS Penshurst fut rejoint par le sloop HMS Alyssum, qui se joignit à l’attaque. Cependant, l'U-84 a pu refaire surface loin des deux chasseurs, et s’est enfui en surface, devançant ses poursuivants.
Le mois suivant, le 30 mars, le HMS Penshurst rencontra à nouveau un sous-marin, l'UB-32, mais le sous-marin put lui infliger de graves dommages avant de s’échapper. Le HMS Penshurst a été remorqué jusqu’à Portsmouth où il a été amarré plusieurs mois pour des réparations et un carénage.
Le 2 juillet, de retour en service et avec un nouveau commandant, le lieutenant C. Naylor, le HMS Penshurst est de nouveau dans les approches sud-ouest lorsqu’il tombe sur un autre U-boot. Le sous-marin s’est immergé à l’approche du HMS Penshurst et lui a tiré une torpille, qui a manqué son but. Naylor envoya son groupe d’évacuation, puis attendit que le sous-marin allemand soit à portée. Le HMS Penshurst a été sous le feu pendant une trentaine de minutes jusqu’à ce qu’il puisse ouvrir le feu lui-même. Le sous-marin a été endommagé, mais a de nouveau réussi à s’échapper, malgré l’arrivée d’un groupe de destroyers. Pour cette action, et sa résolution sous le feu ennemi, Naylor a reçu le DSO.
Le 19 août, le HMS Penshurst suivait un rapport d’un navire marchand lorsqu’il tomba sur l'UC-72. Alors qu’il s’approchait, le sous-marin lui a tiré une torpille, qui a frappé le HMS Penshurst sous le pont. Alors que le sous-marin faisait surface, le HMS Penshurst tira à l’aide d’un canon de 3 livres qu’il portait ouvertement. À ce stade de la guerre, de nombreux navires marchands avaient un armement défensif, et un Q-ship aurait eu l’air suspect s’il n’avait pas fait de même. C’était un développement ultérieur dans le processus de bluff et de double-bluff qui caractérisait la campagne des Q-ships. Cependant, l'UC-72 n’a pas été dupe de cette réponse, et le HMS Penshurst n’était pas à équipage entier, alors Naylor s’est abstenu d’envoyer son groupe d’évacuation, mais a ouvert le feu avec tous ses canons. Il a également envoyé un appel de détresse et, peu de temps après, il a été rejoint par le destroyer HMS Leonidas. À ce moment, l'UC-72 s’est immergé et s’est enfui.
Le HMS Penshurst, escorté par le Leonidas, retourna ensuite à Plymouth, où il resta à quai pour réparation et carénage. L’un des changements consistait à améliorer son armement, en ajoutant deux canons de 4 pouces et en passant à deux canons de 12 livres et deux canons de 6 livres. Ceux-ci ont été repositionnés pour donner plus de puissance de feu à l’avant et à l’arrière. Ces changements devaient tenir compte des changements dans l’armement et les tactiques des sous-marins.

## Perte
Le 24 décembre 1917, le HMS Penshurst était à nouveau en patrouille dans la partie sud de la mer d'Irlande, lorsqu’il rencontra un sous-marin allemand au large des Smalls. Le U-boot, qui était l'U-110, s’est immergé afin de permettre au HMS Penshurst d’arriver à portée. Juste après midi, il lui a tiré une torpille qui l’a touché dans la salle des machines. Naylor envoya son groupe d’évacuation, mais l'U-110 resta sous l’eau pendant deux heures, examinant le navire, jusqu’à ce qu’il refasse surface derrière la proue du HMS Penshurst et commence à le bombarder. Le HMS Penshurst répondit, mais il ne put utiliser tous ses canons, car sa cible était sur son arrière. Il a marqué quelques coups au but, mais l'U-110 s’est immergé de nouveau. Lorsqu’un chasseur de sous-marins de la Royal Navy est arrivé vers 16 heures, il s’est enfui, ayant subi peu de dommages.
Le HMS Penshurst, cependant, a été gravement endommagé. Malgré les tentatives de le ramener au port, il a coulé à 20 h 05. Tout son équipage a été évacué avec succès, bien que le chauffeur de 1ère classe Albert Brewer soit décédé plus tard le même jour. Naylor a reçu une deuxième barrette à sa DSO pour cette action.
Le HMS Penshurst a été l’un des Q-ships les plus performants de la Royal Navy, ayant livré onze engagements sur une période de deux ans, détruit deux sous-marins allemands et endommagé plusieurs autres au cours de cette période.